# Feira Popular de Lisboa
A Feira Popular de Lisboa foi um parque de diversões situado em Entrecampos, na capital portuguesa encerrado em 2003.

## História
A Feira Popular foi inaugurada em 10 de junho de 1943 para financiar férias de crianças carenciadas e, mais tarde, passou a financiar toda a ação social da Fundação "O Século". Antes de Entrecampos a feira funcionou em Palhavã.
Foi encerrado em Outubro de 2003, por motivos de degradação das instalações e para a instalação de um parque novo que não se veio a concretizar.
Em 2003, e com Santana Lopes à frente da câmara, a fundação "O Século" e a câmara assinaram um acordo em que a CML garantia à fundação, "durante o período de não funcionamento da feira e até à efetiva laboração do novo parque", uma receita mensal equivalente à média de receitas brutas da feira - valor que veio a ser calculado, por uma comissão arbitral, em 2,6 milhões. No documento a CML reconhece a "imprescindibilidade de garantir os meios económicos necessários à continuidade da relevante obra social da fundação".
O montante foi pago até 2010, ano em que a autarquia cessou os pagamentos. Em 2012, alegando não ter dinheiro, a autarquia põe em cima da mesa o protocolo em que se dispõe a pagar um milhão de euros. Após dois anos sem receber um cêntimo daquela que era a principal fonte de financiamento da fundação, O Século estava à beira de fechar portas. A fundação recebeu e assinou expressamente que a fundação abdica de "quaisquer outras quantias, vencidas ou por vencer", para além da indemnização acordada.
A posse dos terrenos onde estava instalada foi alvo de litígio entre a Bragaparques e a Câmara Municipal de Lisboa.
Em março de 2014, a Assembleia Municipal de Lisboa autorizou a câmara a pagar os cerca de 101 milhões de euros à Bragaparques para a aquisição dos terrenos da antiga Feira Popular e do Parque Mayer.
Em 2015, a Câmara de Lisboa tentou vender os terrenos da Feira Popular de Lisboa por um valor base de 135,7 milhões de euros mas não houve interessados.
Em Dezembro de 2018, a Fidelidade Properties comprou à Câmara de Lisboa todos os terrenos que integravam a hasta pública da antiga Feira Popular e também uma parcela na Avenida Álvaro Pais, por um total de cerca de 274 milhões de euros. A Câmara de Lisboa esperava arrecadar 188,4 milhões com esta hasta pública, pelo que arrecadou mais 85,5 milhões do que o esperado.

## Futuro
Em novembro de 2015 a câmara mandou elaborar um estudo que define as linhas estratégicas do futuro parque de diversões da cidade pela empresa Jora Vision, especializada em parques de diversões. O estudo custou 57 mil euros. De acordo com este estudo, cada bilhete custará dois euros e espera-se que o número de visitantes suba consistentemente até 1,4 milhões, em 2022.
O novo parque com atracções iria instalar-se em Carnide, na zona imediatamente contígua à estação de metro da Pontinha, a cinco minutos do Centro Comercial Colombo e teria 20 hectares, o que significa que seria quatro vezes maior que os terrenos de Entrecampos.
A comissão de acompanhamento reuniu apenas duas vezes (em 2015 e 2017), e o concurso para a exploração da Feira Popular nunca foi lançado.
Os gastos da autarquia com o projeto passaram os 5 milhões de euros, com despesas de dezenas de milhares de euros relativas diretamente à reativação da feira, que chegou mesmo a ter uma campanha de marketing associada, com o slogan “a feira vai voltar”.
Em 2022, Carlos Moedas anunciou que não vai haver Feira Popular em Carnide inicialmente proposto pelo Executivo de Fernando Medina, em 2015. O Executivo camarário tem planos para avançar com o parque verde nos terrenos previstos para a Feira Popular.